# Molophilus obtusilobus
Molophilus obtusilobus är en tvåvingeart som beskrevs av Alexander 1969. Molophilus obtusilobus ingår i släktet Molophilus och familjen småharkrankar.
Artens utbredningsområde är Pakistan. Inga underarter finns listade i Catalogue of Life.